# Arenite Ridge
Arenite Ridge är en bergstopp i Antarktis. Den ligger i Västantarktis. Argentina, Chile och Storbritannien gör anspråk på området. Toppen på Arenite Ridge är 927 meter över havet.
Terrängen runt Arenite Ridge är varierad. Trakten är obefolkad. Det finns inga samhällen i närheten.